# Cistus monspeliensis
Espèce
Classification APG II (2003)
Le Ciste de Montpellier (Cistus monspeliensis) est un arbuste de la garrigue, supportant bien une période d'aridité et appréciant entre autres les sols calcaires.

## Caractéristiques
Cistus monspeliensis est un arbrisseau de la famille des cistacées de taille moyenne (entre 0,5 et 1,2 m de hauteur). Son feuillage persistant vert et tomenteux est composé de feuilles lancéolées, rugueuses, réticulées, simples, trinervées, et sans pétiole net.
Sa floraison s'étale de mai à juin et révèle une inflorescence en cyme unipare hélicoïde composée de fleurs formées par 5 pétales blancs parfois colorés de jaune à leur base. Les fleurs très parfumées et riches en pollen attirent papillons et autres insectes qui permettent ainsi une bonne pollinisation.
Les fruits de Cistus monspeliensis sont des capsules ovales déhiscentes à 5 valves contenant de nombreuses graines. La dissémination des fruits est favorisée par les oiseaux et les petits mammifères.

## Utilisation
C'est une plante dont l'utilisation est fondamentale pour coloniser les terrains dégradés et arides car elle s'adapte parfaitement aux conditions difficiles des sols pauvres de la garrigue ainsi que des sols pauvres proches des zones côtières méditerranéennes. En freinant l'érosion de ceux-ci, elle ralentit leur désertification.
En Corse, le ciste de Montpellier (mucchju neru) s'installe après la dégradation des forêts et maquis en particulier sous l'action répétée du feu. Il s'installe aussi souvent dans les anciennes terres cultivées ou les anciens pâturages à l'abandon.